# Gerhard Lenski
Gerhard Emmanuel Lenski, Jr. (* 13. August 1924 in Washington, D.C.; † 7. Dezember 2015) war ein US-amerikanischer Soziologe, der durch seine Beiträge zur Soziologie der Religion, zur sozialen Ungleichheit und seine ökologisch-evolutionäre Sozialtheorie bekannt wurde. Er war Professor an der University of North Carolina at Chapel Hill. 1976 wurde er in die American Academy of Arts and Sciences aufgenommen.

## Religionssoziologie
Lenski und sein Team stellten 1958 in einer breit angelegten empirischen Untersuchung im Großraum Detroit (US-Bundesstaat Michigan) fest, dass religiöse Überzeugungen und konfessionell motivierte Verhaltensmuster einen starken Einfluss auf weite Bereiche von Staat und Gesellschaft haben. Die Studie ergab neben anderen Erkenntnissen signifikante Unterschiede zwischen Katholiken einerseits und Protestanten sowie Juden andererseits hinsichtlich der Einstellung zum Wirtschaftsleben und den Naturwissenschaften. Lenski fand die Kernpunkte der Thesen von Max Weber bestätigt, außer dass er keinen asketischen Zug im wirtschaftlichen Verhalten von Protestanten nachweisen konnte. Vor Weber habe John Wesley, einer der Begründer der Methodistenkirche, bereits um 1790 beobachtet, dass „Fleiß und Genügsamkeit“ (diligence and frugality), zwei Verhaltensnormen, die die Methodisten mit den Mitgliedern anderer protestantischen Denominationen teilten, als „unbeabsichtigte Nebenwirkung“ (unintended by-product) diesen Menschen Wohlstand gebracht hätten.
Die Studie habe gezeigt, dass (weiße) Protestanten und die kleine Minderheit der Juden ein hohes Maß an „intellektueller Autonomie“ besäßen (intellectual autonomy), die eine günstige Voraussetzung für einen naturwissenschaftlichen Beruf sei. Dagegen hätten Katholiken eine intellektuelle Orientierung, die „Gehorsam“ (obedience) und Zustimmung zu den „geoffenbarten Wahrheiten“ der Kirchenlehre höher werteten als intellektuelle Autonomie, was abträglich für eine Berufskarriere in den Naturwissenschaften sei. Untersuchungen katholischer Soziologen seien zu denselben Forschungsergebnissen gekommen.
Lenski führte diese Unterschiede auf die Reformation und die katholische Reaktion darauf zurück. Die Reformation habe das Wachstum intellektueller Autonomie gefördert, insbesondere bei Täufern, Puritanern, Pietisten, Methodisten und englischen Presbyterianern. Zwar habe es im mittelalterlichen Katholizismus ebenfalls intellektuelle Autonomie gegeben, beispielsweise bei Männern wie Erasmus von Rotterdam. Nach der Reformation hätten aber die katholischen Kirchenführer diese Eigenschaft zunehmend mit Protestantismus und Häresie gleichgesetzt (vergleiche die Hinrichtung Giordano Brunos 1600 und den erzwungenen Widerruf Galileo Galileis 1633). Stattdessen hätte die katholische Kirche von ihren Mitgliedern Gehorsam gegenüber der Kirchenlehre gefordert. Diese Unterschiede zwischen Protestanten und Katholiken seien bis in die Gegenwart wirksam geblieben. Deshalb könne keiner der katholisch geprägten Staaten wie Frankreich, Italien, Brasilien, Argentinien oder Chile, die zwar alle in ziemlich hohem Maße industrialisiert seien, zu den führenden Ländern auf technologischem und naturwissenschaftlichem Gebiet gezählt werden. Brasilianische katholische Soziologen hätten vor kurzem [1963] bei einem Vergleich ihres Landes mit den Vereinigten Staaten das religiöse Erbe Brasiliens als den Hauptgrund für die unterschiedlichen Entwicklungsstufen der beiden Länder genannt.

## Soziologische Theorie
In seinen Werken Power and Privilege (1966) und Human Societies: An Introduction to Macrosociology (1974) führt er die Arbeiten von Leslie White und Lewis Henry Morgan fort. Er betrachtet den technologischen Fortschritt als grundlegenden Faktor in der Evolution von Gesellschaften und Kulturen. Im Gegensatz zu White, der Technologie als die Fähigkeit, Energie zu erzeugen und zu nutzen, definierte, fokussierte sich Lenski auf die Information, ihre Menge und Nutzung. Je mehr Informationen und Wissen (vor allem bezüglich der Formung der natürlichen Umgebung) eine bestimmte Gesellschaft besitze, desto fortschrittlicher sei sie. Er unterscheidet vier Stufen der menschlichen Entwicklung nach ihren Fortschritten in der Geschichte der Kommunikation:
1. Information wird durch Gene weitergegeben
2. erlangen die Menschen ein Bewusstsein, können sie lernen und Informationen durch Erfahrung weitergeben
3. Menschen beginnen Zeichen zu benutzen und Logik zu entwickeln
4. Menschen schaffen Symbole, entwickeln Sprache und Schrift

Fortschritte in der Kommunikationstechnologie führen zu Fortschritten beim ökonomischen und politischen System, der Verteilung von Gütern, der sozialen Ungleichheit und anderen Lebensbereichen. Lenski unterscheidet Gesellschaften dabei auch nach ihrem Level der Technologie, Kommunikation und Ökonomie:
1. Jäger und Sammler
2. einfache Landwirtschaft
3. fortschrittliche Landwirtschaft
4. Industrie
5. spezielle Formen wie Fischerei

## Werke (Auswahl)
- The Religious Factor. A Sociological Study of Religion’s Impact on Politics, Economics, and Family Life. Überarbeitete Ausgabe. Garden City 1963